# YB (樂團)
YB（Yoon Do-hyun Band，譯作尹度玹樂隊），是韓國的搖滾樂團。
尹度玹樂隊在2003年6輯發表時，將團名變更為YB。

## 團員
- 尹度玹 - 主唱
- 朴泰輝 - 電貝斯
- 金真元 - 爵士鼓
- 許俊 - 吉他
- Scott Hellowell - 吉他

## 音樂作品

### 正規專輯
- 1輯 《泰山/秋天的郵局前面》 (1994年)
- 2輯 《and Band》 (1997年)
- 3輯 《蘇外》 (1998年)
- 4輯 《韓國 ROCK 再次演唱》 (1999)
- 5輯 《An Urbanite》 (2001年)
- 6輯 《YB Stream》 (2003年)
- 7輯 《Why Be?》 (2006年)
- 8輯 《共存》 (2009年)
- 9輯 《Reel Impulse》 (2013年)

### 非正規專輯
- 캐롤 《[YB]stream⑥》 (2003年)
- 單曲 《애국가》 (2006年)
- 單曲 《2006 YB 응원가》 (2006年)
- 單曲 《1178 (한반도 O.S.T)》 (2006年)
- 單曲 《Talk To Me》 (2008年)
- 迷你專輯 《YB vs RRM》 (2010年)
- 單曲 《꿈을 뺏고 있는 범인을 찾아라》 (2011年)
- 迷你單曲 《흰수염고래》 (2011年)
- 單曲 《정글의 법칙》 (2012年)
- 單曲 《Cigarette Girl (담배가게 아가씨)》 (2014年)
- 單曲 《스무살》 (2015年)

### Live 專輯
- 《尹度玹樂隊 Live》 (2000年)
- 《Live Is Life》 (2002年)
- 《YB Live 3 - After 10 years》 (2007年)
- 《我是蝴蝶 (YB 15週年紀念 Live Best)》 (2010年)

### 合作專輯
- 無限挑戰奧林匹克歌謠祭 《난 멋있어》 - 吉 & YB (2009年)
- 單曲 《MadMan》 - 리쌍 & YB (2012年)
- 單曲 《회상》 - 朴正炫 & YB (2013年)
- 單曲 《2015 DMC 페스티벌 주제곡》 - 曹秀美 & YB (2015年)

### 被翻唱的歌曲
- 李聖傑《關於妳的歌》(2012年)／原曲：應該是愛吧（사랑했나봐）

### 中文作品
- 安徽衛視 《我們的法則》同名片頭曲 (2016年)(改編自韓版YB原曲)[1]

## 綜藝節目
- 2011年：MBC我是歌手 第一季

## 獎項

### Mnet亞洲音樂大獎
| 年份 | 類別           | 作品                         | 成績 |
| ---- | -------------- | ---------------------------- | ---- |
| 2002 | 最佳乐队       | "愛情 Two "(사랑 Two)        | 獲獎 |
| 2003 | 最佳乐队       | "I'll Get Over You "(잊을께) | 提名 |
| 2005 | 最佳男艺人     | "應該是愛吧" (사랑했나봐)    | 提名 |
| 2006 | 最佳音乐录影带 | "今天" (오늘은)              | 提名 |
| 2006 | 最佳乐队       | "今天" (오늘은)              | 提名 |
| 2011 | Mnet专业奖     | 不適用                       | 獲獎 |

## 外部連結
- YB ROCKS! （页面存档备份，存于） - 官方網站
- YB的X（前Twitter） (官方)
- YB 싸이월드타운 （页面存档备份，存于）
- YB 공식 블로그 （页面存档备份，存于）